# Sugarcult
Sugarcult es una banda de pop punk/power pop originaria de Santa Barbara, California, en 1998. Sugarcult viene de una pandilla de amigos que vivían en frente del vocalista, Tim Pagnotta. 
Tim conoció al exbatería Ben Davis en un descanso entre horas en el colegio. Ben (que entonces tocaba el bajo) y Tim tocaban juntos para pasar el tiempo, hasta que Tim invitó a Airin Older, un muchacho de su clase a tocar con ellos. Ben se cambió a batería y Airin se puso al bajo en lugar de Ben. Marko 72 se sumó al grupo después de conocer a Tim en el backstage de un concierto de Superdrag. Estos se conocieron porque Tim llevaba la ropa parecida a la de Marko. Tim le pidió a Marko que se uniera a la banda sin oírle ni siquiera tocar una nota con la guitarra.
Después de lanzar el álbum Start Static, la gente se empezó a dar cuenta de que Ben faltaba regularmente a la batería. En el 2003, Ben dejó oficialmente Sugarcult. Kenny Livingston, batería de Lefty, entró en su lugar.

## Historia
Tim Pagnotta conoció al exbaterista Ben Davis mientras fumaba durante un descanso en la escuela. Davis (quien entonces tocaba el bajo) y Pagnotta comenzaron a tocar juntos regularmente. Pagnotta conoció a Airin Older en una clase de música donde Pagnotta copiaba el trabajo de Older. Se convirtieron en buenos amigos y Pagnotta invitó a Older a unirse a su banda. 
Davis pasó a la posición de baterista y Older reemplazó a Davis en el bajo. Marko DeSantis se agregó a la banda después de conocer a Pagnotta detrás del escenario en un concierto de Superdrag. El par simpatizó al parecer porque Pagnotta usaba un traje que se asemejó al traje de DeSantis. Pagnotta pidió a DeSantis unirse a banda antes de la audiencia, y sin antes haber sido escuchada una tan sola nota de su forma de tocar. 
Sugarcult lanzó su primer álbum, eleven, en 1999. Su segundo álbum,  Wrap Me Up in Plastic, fue lanzado en 2000. En 2001, la banda lanzó su tercer álbum, Start Static, que ofrecía los hits: “Pretty girl ”, “Bouncing of the walls ” y “Stuck in America ”. A principios de 2003, "Stuck in America" ganó la encuesta regional de Los Ángeles en la segunda edición anual de los Independent Music Awards. Start Static presentó varias canciones que se habían lanzado previamente como demostraciones en Wrap Me Up in Plastic. En mayo de 2001, la banda relanzó Wrap Me Up in Plastic con una nueva lista de canciones que incluía temas tanto de Eleven como de Wrap Me Up in Plastic original, así como nuevas ilustraciones. 
En 2003, Ben Davis dejó oficialmente Sugarcult. Davis había estado faltando a espectáculos regularmente desde el lanzamiento de Start Static y dejó Sugarcult para ingresar a rehabilitación para obtener ayuda para su alcoholismo. Pagnotta era cercano a Davis y escribió la canción "Champagne" sobre cómo sus adicciones lo obligaron a dejar la banda. Davis fue sustituido por Kenny Livingston, el antiguo batería de la banda Lefty. 
El 13 de abril de 2004, fue lanzado Palm Trees and Power Lines. Este álbum contó con los éxitos de MTV: “Memory” (Burnout 3 y NHL 2005) y “She's the Blade”. Sugarcult actuó en el Warped Tour de 2004 y también fueron soporte de Green Day en su gira American Idiot y de Blink-182 en su gira europea de diciembre de 2004. 
Lanzaron Back to the Disaster, un álbum en directo, en 2005. Lights Out, su último álbum de estudio, fue lanzado el 12 de septiembre de 2006.

## Discografía

### Álbumes de estudio
- Eleven (1999)
- Wrap Me Up In Plastic (2000)
- Start Static (2001)
- Palm Trees and Power Lines (2004)
- Lights Out (2006)

### Álbumes en Directo
- Back To The Disaster (2005)

## Trivia
- Canciones de Sugarcult que aparecen en videojuegos:
  - "Memory" en Burnout 3 Takedown de Electronic Arts y Criterion Games.
  - "Memory" en Midnight Club 3 DUB Edition y Midnight Club 3 DUB Edition Remix de Rockstar Games.
  - "Dead Living" en Burnout Dominator y Burnout Paradise los dos de Electronic Arts y Criterion Games.

## Sencillos
- "Stuck In America" (Sept./Oct. 2001)
- "Bouncing Off the Walls" (marzo de 2002)
- "Pretty Girl (The Way)" (septiembre de 2002)
- "Memory" (abril de 2004)
- "She's the Blade" (septiembre de 2004)
- "Do It Alone" (octubre de 2006)

### Componentes
- Tim Pagnotta - Vocalista/Guitarra
- Marko 72 - Guitarra
- Kenny Livingston - Batería
- Airin Older - Bajo

### Exmiembros
- Ben Davis - Batería